# Лар-Дасар
Лар-Дасар (перс. لرداسر) — село в Ірані, у дегестані Шабхус-Лат, у бахші Ранкух, шагрестані Амлаш остану Ґілян. За даними перепису 2006 року, його населення становило 74 особи, що проживали у складі 27 сімей.

## Клімат
Середня річна температура становить 15,03 °C, середня максимальна – 28,96 °C, а середня мінімальна – 1,17 °C. Середня річна кількість опадів – 1108 мм.
| Клімат поселення                              | Клімат поселення | Клімат поселення | Клімат поселення | Клімат поселення | Клімат поселення | Клімат поселення | Клімат поселення | Клімат поселення | Клімат поселення | Клімат поселення | Клімат поселення | Клімат поселення | Клімат поселення |
| Показник                                      | Січ.             | Лют.             | Бер.             | Квіт.            | Трав.            | Черв.            | Лип.             | Серп.            | Вер.             | Жовт.            | Лист.            | Груд.            |                  |
| Середній максимум, °C                         | 11,31            | 11,33            | 12,92            | 18,04            | 22,20            | 26,77            | 28,96            | 28,92            | 25,09            | 21,62            | 17,35            | 12,91            |                  |
| Середня температура, °C                       | 6,24             | 6,25             | 7,85             | 12,97            | 17,14            | 21,71            | 24,52            | 24,48            | 20,67            | 17,19            | 12,92            | 8,48             |                  |
| Середній мінімум, °C                          | 1,17             | 1,19             | 2,78             | 7,90             | 12,06            | 16,64            | 20,10            | 20,04            | 16,23            | 12,76            | 8,48             | 4,04             |                  |
| Норма опадів, мм                              | 97               | 83               | 83               | 46               | 47               | 36               | 33               | 57               | 132              | 212              | 157              | 125              |                  |
| Середньомісячна швидкість вітру, м/с          | 2.39             | 2.50             | 2.50             | 2.39             | 2.30             | 2.28             | 2.62             | 2.22             | 2.07             | 2.10             | 2.04             | 2.22             |                  |
| Середньомісячна сонячна радіація, кДж/м²·день | 7225             | 9248             | 11148            | 15328            | 19297            | 20911            | 21668            | 18266            | 14942            | 10826            | 8717             | 6823             |                  |
| --------------------------------------------- | ---------------- | ---------------- | ---------------- | ---------------- | ---------------- | ---------------- | ---------------- | ---------------- | ---------------- | ---------------- | ---------------- | ---------------- | ---------------- |
| Джерело:                                      |                  |                  |                  |                  |                  |                  |                  |                  |                  |                  |                  |                  |                  |